# Laphria vulpina
Laphria vulpina är en tvåvingeart som beskrevs av Johann Wilhelm Meigen 1820. Laphria vulpina ingår i släktet Laphria och familjen rovflugor. Inga underarter finns listade i Catalogue of Life.